# 채널A 외화시리즈
채널A 외화시리즈는 대한민국의 종합편성채널인 채널A를 통해 모두 수입 해외 텔레비전 드라마로 방영한다.

## 작품 리스트

### 2012 ~ 2016년
- 《마더》 : 2012년 3월 16일 ~ 2012년 5월 25일
- 《팬암》 : 2012년 6월 2일 ~ 2012년 8월 18일
- 《포청천지개봉기안》 : 2012년 8월 ~ 2012년 10월
- 《프랭클린 & 배쉬》 : 2012년 9월 21일 ~ 2012년 10월 19일
- 《빅C 시즌 1~2》 : 2012년 10월 16일 ~ 2013년 2월 5일
- 《가디언 시즌 1~2》 : 2012년 11월 16일 ~ 2013년 5월 4일
- 《마치랜드》 : 2013년 5월 20일 ~ 2013년 6월 17일
- 《프랭클린 & 배쉬 시즌2》 : 2013년 6월 24일 ~ 2013년 9월 9일
- 《빅C 시즌 3》 : 2012년 9월 16일 ~ 2013년 10월 14일
- 《프랭클린 & 배쉬 시즌3》 : 2014년 12월 14일 ~ 2015년 2월 16일
- 《빅C 시즌 4》 : 2015년 2월 23일 ~ 2015년 3월 16일
- 《프랭클린 & 배쉬 시즌4》 : 2016년 10월 16일 ~ 2016년 11월 13일

### 2019년
- 《닥터 후 시즌 10》 : 2019년 1월 26일 ~ 2019년 2월 16일 (매주 토요일)
- 《닥터 후 시즌 11》 : 2019년 2월 23일 ~ 2019년 3월 23일 (매주 토요일)
- 《리틀 드러머 걸》 : 2019년 3월 29일 ~ 2019년 5월 3일 (매주 금요일)
- 《레미제라블》 : 2019년 9월 13일 ~ 2019년 9월 28일 (매주 금, 토요일)
- 《배니티 페어》 : 2019년 10월 4일 ~ 2019년 10월 25일 (매주 금요일 2회 연속 방송)
- 《월드 온 파이어》 : 2019년 12월 1일 ~ 2020년 (매주 일요일)

### 2020년
- 《나쁜 아이들(원제:은비적각락)》 : 2020년 12월 7일 ~ 2021년 2월 22일 (매주 월요일)

## 같이 보기
- 채널A